# Strangelove
«Strangelove» (en español, Amor extraño) es el décimo octavo disco sencillo del grupo inglés de música electrónica Depeche Mode, el primero desprendido de su álbum Music for the Masses, publicado en 1987.
Strangelove es una canción compuesta por Martin Gore, como lado B aparecieron el tema instrumental Pimpf del mismo álbum, o indistintamente Fpmip que es una reinterpretación del mismo tema, aunque solo al inicio; y el tema electrónico instrumental Agent Orange, llamado así por el herbícida usado por el ejército norteamericano durante la Guerra de Vietnam, el cual adicionalmente fue incluido en la versión en CD del álbum Music for the Masses.

## Descripción
Fue el tema que abría la promoción del álbum Music for the Masses, con un muy distintivo teclado en forma sumamente rítmica que lo volvería primordial para aquella época del grupo, presentando una dinámica notación grave ejecutada por Alan Wilder desde la entrada y durante toda la canción, adicionada con efectos electrónicos sueltos y otros en volumen alto aumentando su dramatismo musical.
Sin embargo, el productor Daniel Miller consideró que la canción había quedado muy complicada, especialmente para cuando llegaran a ejecutarla en el escenario, así que rehízo toda la mezcla para la versión presentada en el álbum agregando al inicio y la conclusión un efecto fantasmal o femenino que al poco sería capitalizado en temas aún más armónicos, y la característica notación de teclado solo como puente para tornarlo en un tema dramático pero melódico al mismo tiempo, con una forma más tradicional. En palabras de Alan Wilder, les “puso al día la canción”.
Es un tema conducido por la siempre particular notación grave de Alan Wilder en una auténtica muestra de destreza pasando a media grave en cuatro tiempos que acaban el primer y el tercer tempo de modo sostenido, todavía con un acentuado efecto de percusión electrónica más o menos reminiscente de la época industrial de DM y con un acompañamiento de efectos varios. Como pocos del grupo, mantiene mayormente la notación grave otorgándole una cierta agresividad sonora, pues al término de cada estribillo resuenan cuatro teclas bajando en la notación principal.
Líricamente maneja un concepto oscuro sobre deseo, pecado y masoquismo, aunque en una forma mucho más metafórica, o por lo menos no se convirtió en un tema especialmente escandaloso como había pasado con canciones anteriores. Su idea es de un “extraño amor”, concibiéndolo al mismo tiempo como amor incondicional mientras habla de pecado y dolor; es más una diatriba sobre la futilidad de buscar una relación perfecta y el sufrimiento que puede traer aparejado consigo el pasado de la persona de quien uno se enamora, convirtiéndolo en una alegoría inversa sobre perdón y comprensión, pues la búsqueda del “amor ideal” siempre conduce a lo mismo, ya sea la franca decepción sentimental o el simple desencanto de lo que se espera.
Probablemente sea una de las letras más figurativas e indirectas de DM, mientras la música al ritmo de la notación rápida del teclado es un acompañante trágico, simbolizando lo inútil de buscar algo convencional, reduciéndose todo a la aceptación tácita e incondicional y tornando los ideales en un Amor Extraño, aquel de la admisión con cinismo de lo imperfecto; pero no volviéndolo conformismo.
Por último, se decidió publicar la mezcla original del tema como su versión en disco sencillo comercial, convirtiéndolo en uno de los pocos de DM que son diametralmente diferentes en álbum y en sencillo.

## Formatos

### En disco de vinilo
7 pulgadas Mute 7 Bong13  Strangelove
| Lado A |               |          |  |
| N.º    | Título        | Duración |  |
| 1.     | «Strangelove» | 3:45     |  |

| Lado B |         |          |  |
| N.º    | Título  | Duración |  |
| 1.     | «Pimpf» | 4:33     |  |

12 pulgadas Mute 12 Bong13  Strangelove
| Lado A |                          |          |  |
| N.º    | Título                   | Duración |  |
| 1.     | «Strangelove» (Maxi Mix) | 6:38     |  |

| Lado B |                          |          |  |
| N.º    | Título                   | Duración |  |
| 1.     | «Strangelove» (Midi Mix) | 1:41     |  |
| 2.     | «Fpmip»                  | 5:27     |  |

12 pulgadas Mute L12 Bong13  Strangelove
| Lado A |                           |          |  |
| N.º    | Título                    | Duración |  |
| 1.     | «Strangelove» (Blind Mix) | 6:30     |  |
| 2.     | «Pimpf»                   | 4:30     |  |

| Lado B |                          |          |  |
| N.º    | Título                   | Duración |  |
| 1.     | «Strangelove» (Pain Mix) | 7:18     |  |
| 2.     | «Agent Orange»           | 5:03     |  |

12 pulgadas Dance Bong13  Strangelove
| Lado A |                           |          |  |
| N.º    | Título                    | Duración |  |
| 1.     | «Strangelove» (Blind Mix) | 6:37     |  |

| Lado B |                                      |          |  |
| N.º    | Título                               | Duración |  |
| 1.     | «Strangelove» (The Fresh Ground Mix) | 8:07     |  |

Promocional
12 pulgadas Sire 0-20769  Strangelove
| Lado A |                          |          |  |
| N.º    | Título                   | Duración |  |
| 1.     | «Strangelove» (Pain Mix) | 7:18     |  |

| Lado B |                               |          |  |
| N.º    | Título                        | Duración |  |
| 1.     | «Strangelove» (Pain Mix Edit) | 3:29     |  |
| 2.     | «Agent Orange»                | 5:04     |  |

12 pulgadas Sire 0-20696  Strangelove
| Lado A |                          |          |  |
| N.º    | Título                   | Duración |  |
| 1.     | «Strangelove» (Maxi-Mix) | 6:32     |  |
| 2.     | «Strangelove» (Midi-Mix) | 1:38     |  |

| Lado B |                           |          |  |
| N.º    | Título                    | Duración |  |
| 1.     | «Strangelove» (Blind Mix) | 6:10     |  |
| 2.     | «Fpmip»                   | 5:19     |  |

### En CD
| Mute CD Bong13 Strangelove |                            |          |  |
| N.º                        | Título                     | Duración |  |
| 1.                         | «Strangelove» (Maxi Mix)   | 6:31     |  |
| 2.                         | «Pimpf»                    | 4:33     |  |
| 3.                         | «Strangelove» (Midi Mix)   | 1:40     |  |
| 4.                         | «Agent Orange»             | 5:01     |  |
| 5.                         | «Strangelove» (7” versión) | 3:46     |  |

CD 1992
En 1992 se publicó de nuevo en formato digital, como reedición en CD de sencillo.
| Mute CD Bong13 Strangelove |                           |          |  |
| N.º                        | Título                    | Duración |  |
| 1.                         | «Strangelove»             | 3:49     |  |
| 2.                         | «Pimpf»                   | 4:53     |  |
| 3.                         | «Strangelove» (Maxi Mix)  | 6:35     |  |
| 4.                         | «Agent Orange»            | 5:07     |  |
| 5.                         | «Strangelove» (Blind Mix) | 6:34     |  |
| 6.                         | «Fpimp»                   | 5:25     |  |
| 7.                         | «Strangelove» (Pain Mix)  | 7:22     |  |
| 8.                         | «Strangelove» (Midi Mix)  | 1:41     |  |

CD 2004
Realizado para la colección The Singles Boxes 1-6 de ese año.
| Mute CD Bong13X Strangelove |                           |          |  |
| N.º                         | Título                    | Duración |  |
| 1.                          | «Strangelove»             | 3:49     |  |
| 2.                          | «Pimpf»                   | 4:35     |  |
| 3.                          | «Strangelove» (Maxi Mix)  | 6:35     |  |
| 4.                          | «Strangelove» (Midi Mix)  | 1:41     |  |
| 5.                          | «Fpmip»                   | 5:25     |  |
| 6.                          | «Strangelove» (Blind Mix) | 6:34     |  |
| 7.                          | «Strangelove» (Pain Mix)  | 7:22     |  |
| 8.                          | «Agent Orange»            | 5:07     |  |

## Strangelove 88
Para el año siguiente, el sello americano de Depeche Mode, Sire Records, reeditó en aquel país Strangelove debido a que la disquera consideró que la respuesta inicial del sencillo no había sido la adecuada, ahora con mezclas del también tema del Music for the Masses, Nothing, como lado B e incluso con un nuevo vídeo promocional.
Lo curioso es que esta edición en realidad contiene la mezcla de Strangelove que aparece en el álbum Music for the Masses, la cual es la versión que siempre se interpretó en conciertos. Las versiones Remix Edit y Highjack Mix fueron realizadas por Mark Saunders y Tim Simenon, quien por su parte produjo nueve años después el álbum Ultra de DM.
Fue el primer sencillo de DM que se publicó por segunda ocasión, apenas al año siguiente, en 1989, el sencillo Everything Counts se relanzó como el primer sencillo en directo del grupo; después en 1990 se darían a conocer las importantes Enjoy the Silence y Personal Jesus que tuvieron nuevas mezclas en 2004 y 2011 respectivamente. El título fue otra vez tan solo Strangelove, pero se le conoce por distinción como Strangelove '88, además de que en su correspondiente vídeo promocional se hace referencia a ese nombre.

### Formatos
En disco de vinilo
7 pulgadas Sire 9 27777-7  Strangelove
| Lado A |                                             |          |  |
| N.º    | Título                                      | Duración |  |
| 1.     | «Strangelove» (Versión del álbum [7” Edit]) | 3:44     |  |

| Lado B |                        |          |  |
| N.º    | Título                 | Duración |  |
| 1.     | «Nothing» (Remix Edit) | 3:57     |  |

12 pulgadas Sire 0 21022-0  Strangelove
| Lado A |                                |          |  |
| N.º    | Título                         | Duración |  |
| 1.     | «Strangelove» (Highjack Remix) | 6:30     |  |
| 2.     | «Strangelove» (Remix Edit)     | 3:45     |  |

| Lado B |                         |          |  |
| N.º    | Título                  | Duración |  |
| 1.     | «Nothing» (Zip-Hop Mix) | 7:06     |  |
| 2.     | «Nothing» (Dub)         | 6:40     |  |

En CD
| CD Sire PRO-CD-3213 Strangelove |                               |          |  |
| N.º                             | Título                        | Duración |  |
| 1.                              | «Strangelove» (Remix Edit)    | 3:53     |  |
| 2.                              | «Strangelove» (7” version)    | 3:47     |  |
| 3.                              | «Strangelove» (7” Blind Edit) | 3:59     |  |
| 4.                              | «Strangelove» (Highjack Mix)  | 6:29     |  |

| Mini CD Sire 2-7777 Strangelove |                            |          |  |
| N.º                             | Título                     | Duración |  |
| 1.                              | «Strangelove» (Remix/Edit) | 3:46     |  |
| 2.                              | «Nothing» (Remix/Edit)     | 3:57     |  |

- El contenido de este es el mismo de la edición en casete.

## Vídeos promocionales
"Strangelove" fue dirigido por Anton Corbijn.
El vídeo, desde luego bajo la mezcla para su versión en disco sencillo, como otros de Corbijn es totalmente en blanco y negro. Este no presenta excesiva pretensión y por el contrario se centra en mostrar sensuales imágenes de una chica blanca, interpretada por Rebecca Thornton, posando su cuerpo vestido de una manera muy normal hasta ir desnudándose, para después cambiar a otra chica de color, interpretada por Nassim Khalifa, vestida de modo más atrevido, quien también se desnuda, al tiempo que los integrantes de la banda aparecen como simples espectadores pues en ningún momento contiene encuentros amorosos, ni siquiera abrazos, aunque en algunas escenas los integrantes juegan con una de las chicas. Tan solo tiene prominencia en mostrar los cuerpos de ambas mujeres, con lo cual posee un aparente notorio tinte machista, sin embargo resalta el concepto del dominio femenino sobre los hombres a través de la idea de lo que se desea pero no se puede tocar, con lo cual resultaría muy sexista. La interpretación es siempre abierta.
El video se incluye en la colección Strange de 1988, así como en The Videos 86>98 de 1998 y posteriormente en The Best of Depeche Mode Volume 1 de 2006.
Se realizó además el video del tema Pimpf, dirigido también por Corbijn, pero en su caso exclusivamente solo para incluirlo en la colección Strange. En este Martin Gore aparece tocando el piano, aunque en realidad quien lo grabó fue Alan Wilder.
"Strangelove 88" fue dirigido por Martyn Atkins, quien realizó también el video de "Little 15" del mismo álbum.
El vídeo de Atkins por su parte es en color, aunque con una cierta austeridad cromática pues todo tiene lugar en un edificio blanco de noche, mientras los integrantes mismos de DM aparecen todos vestidos también de blanco, incluso el sombrero que Martin Gore siempre portaba en aquella época. Los músicos bailan y cantan al tiempo que el título Strangelove, el número 88 y el símbolo de la masculinidad, todos por separado, aparecen reflejados en las paredes y en la oscuridad, de hecho pareciera una contrapropuesta o prácticamente un opuesto al vídeo de Corbijn al ser tan blanquecino contra el claroscuro del original; además, no aparecen mujeres ni referencias indirectas a la letra de la canción, solo el grupo y el propio título del tema como si fuera un fantasma. El vídeo se incluyó en Videos 86>98 + de 2002.
Ambos vídeos de "Strangelove" se incluyen en Video Singles Collection de 2016.
Para la gira Tour of the Universe, Corbijn realizó adicionalmente una proyección de fondo como acompañamiento visual del tema en conciertos, el cual mostró el concepto del “amor extraño” de un modo lésbico con dos chicas en una habitación teniendo un explícito encuentro erótico mientras en la esfera común a todas las proyecciones de esa gira se veían unos labios femeninos bien pintados ligeramente abiertos haciendo una mueca provocativa. La proyección fue muy abierta, pues incluso la chica en el papel pasivo acababa descubriendo su pecho y estimulándose, pero después de las primeras presentaciones esa parte fue censurada poniendo la pantalla completamente en color rojo, ocultando las imágenes. No se dio comunicado alguno al respecto, pero aparentemente se debió en parte a la censura por conservadurismo al asistir algunas personas con familia a los conciertos y en parte porque distraía la atención del público sobre la banda.

## En directo
La canción se interpretó durante todo el correspondiente Tour for the Masses, y seguidamente en el World Violation Tour, tras de los cuales fue relegada durante mucho tiempo hasta el Tour of the Universe de 2009-10, para la que fue reincorporada a los temas presentados en concierto pero no en todas las fechas.
La interpretación inicialmente se hacía como aparece en el álbum, solo con sintetizadores, aunque para el Tour of the Universe como la mayoría de canciones del grupo se llevaba a cabo como función electroacústica sustituyendo el efecto de percusión electrónica por la batería de Christian Eigner e incluso con la guitarra eléctrica por Martin Gore prestando unas cuantas notas, mientras Peter Gordeno se encargó del característico teclado en una notación poco más suave, dándole una nueva sonoridad al tema.
Para la gira Global Spirit Tour con motivo del álbum Spirit de DM el tema reapareció como función acústica, cantado por Martin Gore y solo con sintetizador en modo piano por Gordeno, así como en el Memento Mori World Tour, en la misma forma, el último de los experimentos de Gore por interpretar varios de sus temas en ese modo. Sin embargo, a diferencia de otros temas de DM con dos versiones, Strangelove en escenarios solo se ha interpretado en la estructura como aparece en el álbum, nunca en su forma original como sencillo.
Pimpf también se interpretó durante todo el Tour for the Masses como tema abridor de los conciertos.